# Nothoscordum conostylum
Nothoscordum conostylum är en amaryllisväxtart som beskrevs av Pierfelice Ravenna. Nothoscordum conostylum ingår i släktet vaniljlökar, och familjen amaryllisväxter. Inga underarter finns listade i Catalogue of Life.